# Saint-Martin-de-Varreville
Saint-Martin-de-Varreville is een gemeente in het Franse departement Manche (regio Normandië) en telt 155 inwoners (1999). De plaats maakt deel uit van het arrondissement Cherbourg-Octeville.

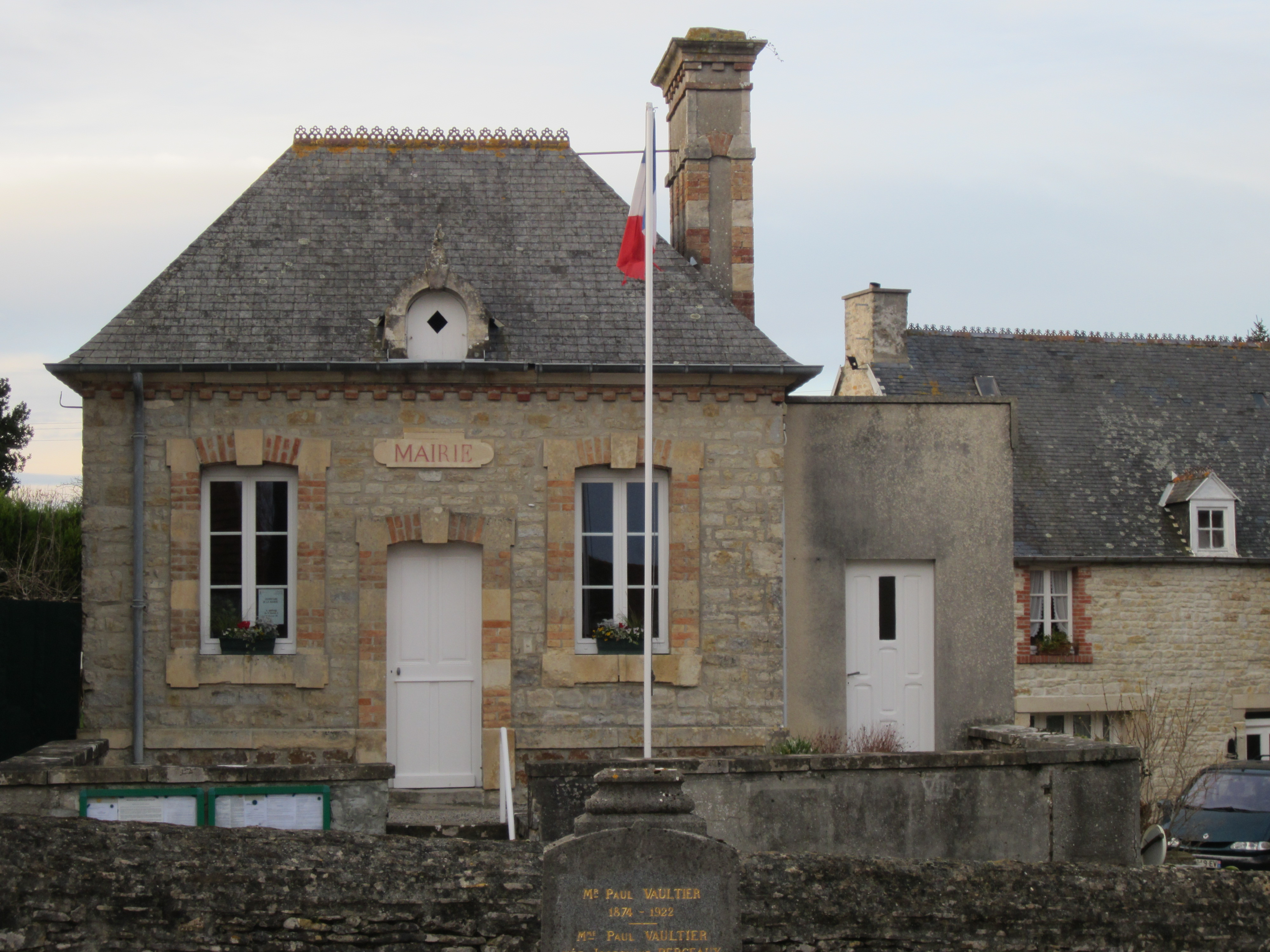
Gemeentehuis
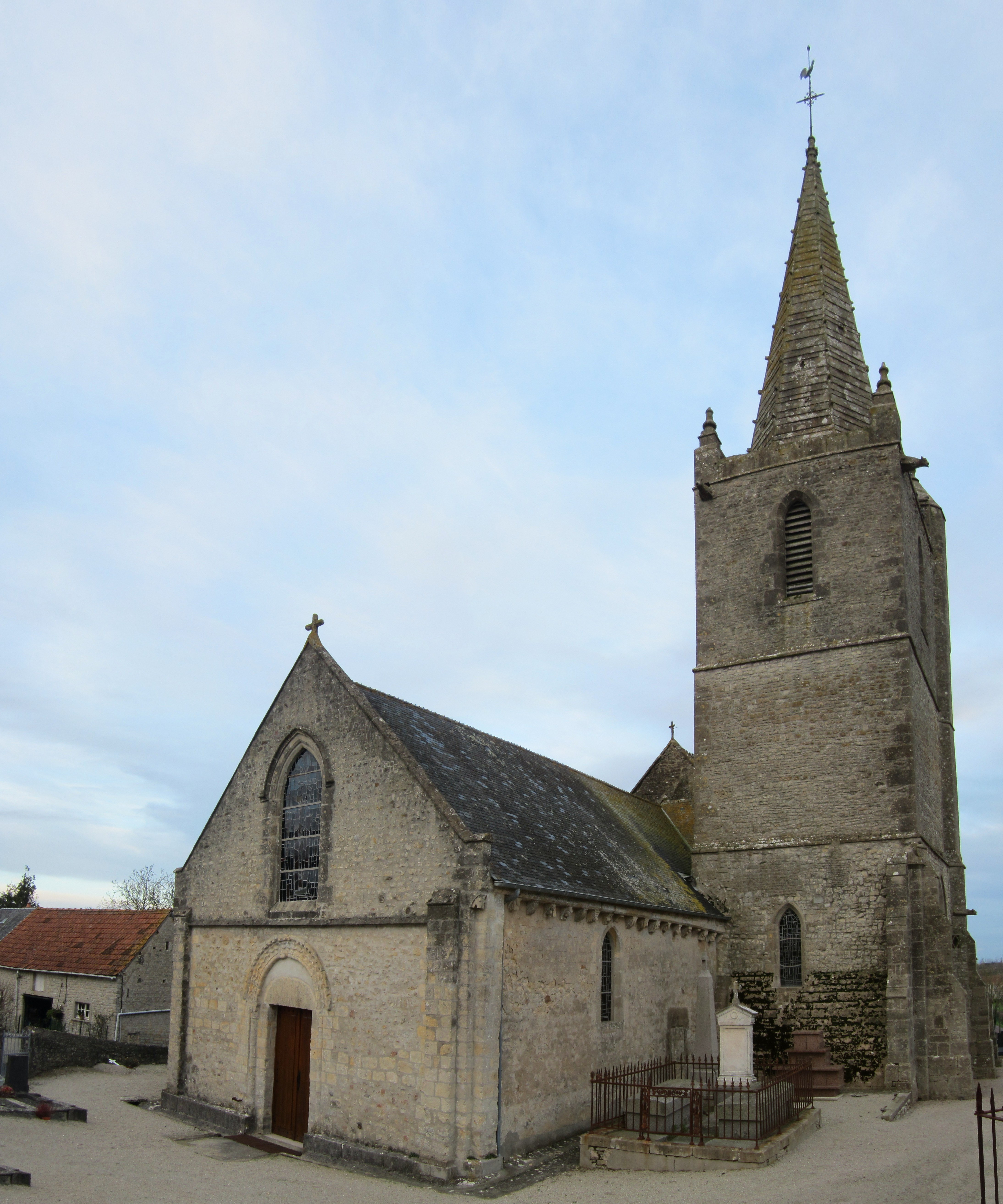
Kerk Saint-Martin

## Geografie
De oppervlakte van Saint-Martin-de-Varreville bedraagt 8,5 km², de bevolkingsdichtheid is 18,2 inwoners per km².
De onderstaande kaart toont de ligging van Saint-Martin-de-Varreville met de belangrijkste infrastructuur en aangrenzende gemeenten.

## Demografie
Onderstaande figuur toont het verloop van het inwonertal (bron: INSEE-tellingen).